# Sassone di Anagni
Sassone o Sasso (Saxo in latino; Anagni, ... – Roma, settembre 1131/ottobre 1133) è stato un cardinale e diplomatico italiano.
Probabilmente membro della famiglia dei Conti di Anagni, non esistono tuttavia fonti che possano confermare in modo certo la sua appartenenza a questo casato.

## Biografia
Sassone è menzionato per la prima volta come scriptor della cancelleria apostolica e cappellano di papa Pasquale II, di cui fu anche segretario e uditore del Sacro Palazzo Apostolico. Fu creato cardinale presbitero di Santo Stefano al Monte Celio dallo stesso pontefice in un periodo compreso tra il 1116 e il 1117.
Nel 1118, partecipò all'elezione papale che elesse Gelasio II, a seguito della quale fu costretto a lasciare Roma con tutta la corte pontificia per sfuggire alle truppe di Enrico V. Dopo l'elezione di papa Callisto II, fu apertamente critico della sua politica conciliatoria verso l'imperatore, divenendo un sostenitore della fazione dei Pierleoni. Ciononostante, collaborò con il nuovo pontefice: sottoscrisse le bolle papali tra il 17 aprile 1121 e il 16 maggio 1122 e nell'estate dello stesso anno fu inviato, insieme ai cardinali Lamberto Scannabecchi (futuro papa Onorio II) e Gregorio Papareschi (futuro papa Innocenzo II) in missione diplomatica a Würzburg per trattare con l'imperatore una risoluzione definitiva alla lotta per le investiture. Il frutto di questi negoziati fu il concordato di Worms, firmato il 23 settembre 1122. Sassone si trattenne poi in Germania almeno fino al gennaio del 1123, data in cui era con l'imperatore a Strasburgo.
Papa Callisto morì a Roma per un'improvvisa febbre nel dicembre del 1124. Secondo le disposizioni della in nomine Domini di Niccolò II, la nomina del nuovo papa spettava agli allora sei cardinali vescovi: Crescenzio di Sabina, Pietro di Porto, Lamberto Scannabecchi di Ostia, Guglielmo di Palestrina, Vitale di Albano e Gilles di Tuscolo. Il candidato favorito per l'elezione, nonché "prediletto dal popolo", era proprio lo stesso Sassone. I cardinali vescovi tuttavia scelsero Teobaldo Boccapecora, cardinale presbitero di Santa Anastasia, la cui elezione fu poi ratificata dal resto del collegio cardinalizio. Immediatamente dopo la ratifica, Sassone denunciò delle irregolarità nel processo elettivo ed ebbe un acceso diverbio con il cardinale Benedetto di San Pietro in Vincoli, al quale rivolse gli epiteti di simplex e idiota. Poco tempo dopo tuttavia, Roberto Frangipani fece irruzione con le sue truppe nel luogo dell'elezione e, con un vero e proprio colpo di stato, costrinse Teobaldo a rinunciare al papato e installò al suo posto il cardinale Scannabecchi, che divenne papa col nome di Onorio II. Sette giorni dopo, Lamberto, colto dal rimorso per il modo non canonico con cui era salito al soglio, rinunciò alla dignità pontificia; tuttavia sembra che il collegio cardinalizio riconfermò la sua nomina. Sotto papa Onorio, Sassone sottoscrisse le bolle papali emanate tra il 2 aprile 1125 e il 10 aprile 1129 e fu inviato a Napoli nel 1125 (o 1128) per trattare la liberazione di alcuni prigionieri.
Quando papa Onorio II morì, nel tardo pomeriggio del 13 febbraio 1130, i cardinali riuniti al suo capezzale non informarono i cardinali della fazione dei Pierleoni né il decano del collegio cardinalizio, Pietro Senex, del decesso del pontefice, né tantomeno avvertirono i magistrati della città. Calata la notte, il corpo del papa fu interrato nel chiostro del monastero dei Santi Gregorio e Andrea senza alcuna funzione funebre. Durante la nottata, i cardinali che erano presenti all'interno del monastero si radunarono in assemblea ed elessero papa il cardinale Gregorio Papareschi. Il cardinale Pietro di Pisa  riservò un aspro rimprovero ai cardinali che presero parte alla cosa: "Si radunarono presso qualche altare nel buio, e, desiderosi di reclamare il titolo con atto depravato, ersero il diacono di Sant'Angelo a loro idolo nell'avventata audacia del loro zelo". Gregorovius sostiene che: "il processo fu del tutto contrario alle leggi, e l'azione di Gregorio assolutamente non canonica".
All'alba, il corpo di Onorio fu dissotterrato e trasportato insieme al Papareschi alla basilica lateranense, accompagnati dai laici e dai cardinali della fazione dei Frangipani. Ivi, il corpo fu nuovamente sepolto, stavolta con tutte le esequie del caso, e Gregorio fu consacrato vescovo e papa col nome di Innocenzo II.
Il mattino seguente, il decano Pietro Senex si riunì con gli altri cardinali, con i membri più importanti del clero romano, con i magistrati e con il popolo di Roma, in previsione di un possibile annuncio della morte del papa, pronti a celebrare per Onorio II un funerale degno di un papa. L'adunata avvenne nella basilica di San Marco, data la sua vicinanza al Campidoglio che la rendeva un luogo ideale sia per i magistrati che per i Pierleoni, le cui residenze erano poco distanti. Quando, tuttavia, vennero a sapere dei fatti del Laterano, organizzarono una propria elezione papale per rispondere a quello che vedevano come un nuovo colpo di stato. L'assemblea elesse il cardinale Pietro Pierleoni, che assunse il nome di Anacleto II. Anacleto fu riconosciuto dal clero, dalla nobiltà e dal popolo di Roma. Fu consacrato nella basilica di San Pietro il 15 febbraio, e il giorno dopo riuscì a prendere possesso anche del Laterano.
Il cardinale Sassone firmò il decreto elettorale di Anacleto II il 14 febbraio 1130 e, nello scisma che si aprì, seguì l'obbedienza anacletiana, divenendo cancelliere dell'antipapa.
Morì, probabilmente a Roma, nel 1133, anno nel quale compaiono sia il suo successore al cancellierato, Matteo di San Pietro in Vincoli, che il suo successore al titolo di Santo Stefano al Monte Celio, Martino Cybo. Secondo Miranda, invece, Sassone sarebbe deceduto alla metà del 1136.